# K.A.Z
Kazuhito Iwaike (jap. 岩池一仁 Iwaike Kazuhito; ur. 11 października 1968 w Kōfu), znany jako K.A.Z – japoński muzyk, gitarzysta i autor tekstów.

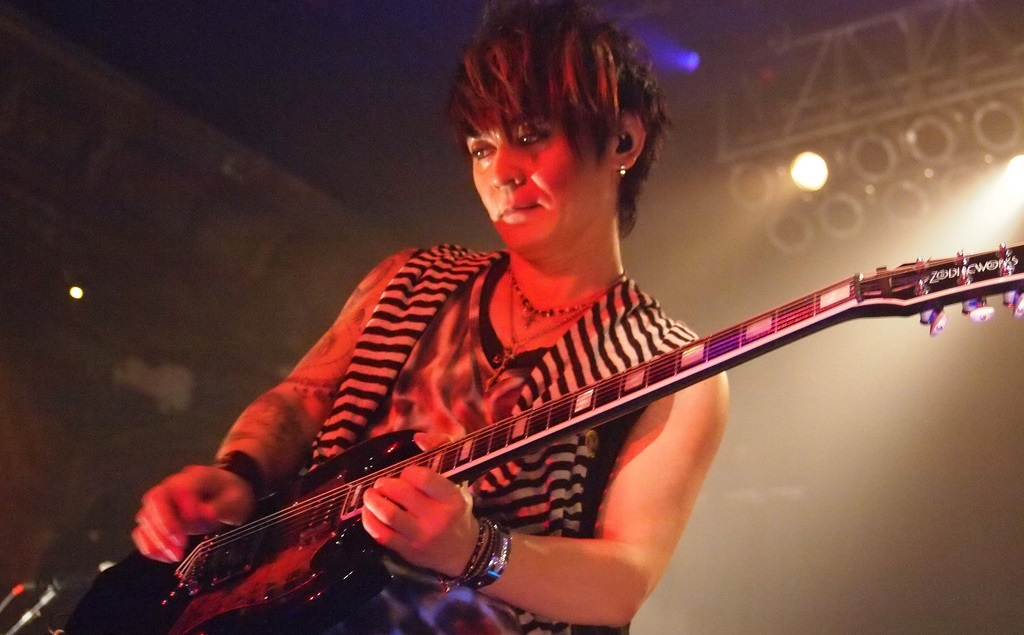
K.A.Z podczas występu w Roseland Ballrom w Nowym Jorku (8 grudnia 2013 r.)

Przez długi okres grał w utworzonym przez siebie zespole Oblivion Dust. Następnie, kiedy zespół zrobił sobie przerwę, dołączył do projektu utworzonego przez Hideto Matsumoto – Spread Beaver (pozostając nadal członkiem Oblivion Dust). Potem pomagał tetsu i Hyde’owi w ich solowych projektach. W 2007 zadeklarował chęć reaktywacji Oblivion Dust, a w 2008 znów połączył siły z Hyde’em, tworząc wspólnie zespół Vamps.